# Abdiel Arroyo
Abdiel Arroyo Molinar (Colón, 13 de dezembro de 1993) é um futebolista panamenho que atua como atacante. Atualmente defende o Alajuelense.

## Carreira
Abdiel Arroyo fez parte do elenco da Seleção Panamenha de Futebol da Copa América de 2016.